# Hourra, l'école est en feu !
Série Die Lümmel von der ersten Bank (de)
Pepe, la terreur des profs (de)
(1969) Les Cancres sont lâchés (de)
(1970)
Pour plus de détails, voir Fiche technique et Distribution.
Hourra, l'école est en feu ! (titre original : Hurra, die Schule brennt!) est un film allemand réalisé par réalisé par Werner Jacobs sorti en 1969.
Il s'agit du quatrième film de la série Die Lümmel von der ersten Bank (de) (en français Les voyous du premier banc).

## Synopsis
L'excellent éducateur Dr. Peter Bach, bien qu'il soit titulaire d'un doctorat summa cum laude en allemand et en sciences naturelles, n'enseigne qu'aux élèves du primaire de l'école de rang de Tuttelbach. Lorsque le ministère s'en rend compte, il décide de le transférer au Mommsen-Gymnasium. Lorsque le directeur ministériel von Schnorr vient personnellement informer Bach, Schnorr allume accidentellement un feu avec son cigare, qu'il jette dans une poubelle, qui est rapidement remarquée mais éteinte de manière incohérente. En conséquence, l'école entière brûle et doit être remplacée par un nouveau bâtiment pour le bénéfice des élèves.
À contrecœur, Bach se rendu à Baden-Baden avec son neveu Jan pour enseigner à la 12a au Mommsen-Gymnasium, classe réputée difficile. Lorsqu'il arrive dans la cage d'escalier, il est témoin d'une farce sur Mme Knörz, née Pollhagen. Sa robe tricotée est réduite à la taille d'une mini-jupe grâce à un éventail installé par Pepe Nietnagel (de) et son ami. Alors que toute l'équipe enseignante est bouleversée et que son mari souhaite même porter plainte, Bach croit pouvoir les méthodes d'enseignement à la nouvelle mode et décrit l'école comme un magasin sombre. D'un autre côté, il se rend populaire auprès des étudiants lorsqu'il fête ses débuts avec eux dans un bar à vin et leur demande de noter eux-mêmes leur travail en classe.
Mais le professeur Blaumeier, qui passe par là, observe ce qui se passe dans le bar à vin et en rend compte au directeur des études Taft. Taft est initialement satisfait de l'explication de l'incident par Bach comme mesure éducative. Mais lorsque Bach donne à la classe une journée entière de congé pour répéter la représentation de Guillaume Tell, parce qu'il n'en a pas envie, le directeur principal Taft en a finalement assez. Il convoque une réunion spéciale pour suspendre Bach. Mais personne ne s'attendait pas à l'attention de Pepe Nietnagel. Il espionne le contenu de la réunion à l'aide d'un microphone fixé sur une longue perche devant la fenêtre de la salle des professeurs et en informe Bach. Il riposte en se faisant passer pour un faux médecin-conseil et charge faussement notamment le professeur Blaumeier. La menace de suspension se dissipe également heureusement, puisque le père de Pepe, le marchand de timbres Nietnagel, a personnellement fait un don, le directeur principal des études Taft monte une supercherie. Il évoque une conversation avec le ministre de l'Éducation au sujet de Bach, qui, au nom du ministère, ne fait qu'une bouchée des enseignants incompétents dans les écoles.
Le don servira à préparer la prochaine farce. Knörz voit sa VW Coccinelle complètement démontée pendant le cours de physique et affronte Bach avec colère. À tort, car la voiture démontée a "par hasard" la même couleur et n'est pas autorisé à se garer dans la rue. Cependant, le directeur principal des études, Taft, n'a eu que des éloges, notamment pour la performance scolaire de Guillaume Tell, transformée en un mélange de comédie musicale et de western et est même diffusée à la télévision. Le bonheur devient enfin parfait lorsque son neveu Jan parvient à le mettre en relation avec la jeune professeur de musique Julia Schumann.

## Fiche technique
- Titre : Hourra, l'école est en feu !
- Titre original : Hurra, die Schule brennt!
- Réalisation : Werner Jacobs assisté de Margrith Spitzer
- Scénario : Georg Laforet
- Musique : Rolf Wilhelm
- Direction artistique : Heinz Eickmeyer (de)
- Costumes : Ina Stein
- Photographie : Hans Jura (de)
- Son : Klaus Eckelt
- Montage : Waltraud Lindenau
- Production : Franz Seitz Jr.
- Société de production : Franz Seitz Filmproduktion, Terra Filmkunst
- Société de distribution : Constantin Film
- Pays d'origine :  Allemagne de l'Ouest
- Langue : allemand
- Format : Couleur - 1,66:1 - mono - 35 mm
- Genre : Comédie
- Durée : 98 minutes
- Dates de sortie :
  - Allemagne de l'Ouest : 18 décembre 1969.
  - France : 11 février 1970[1].
  - Danemark : 24 juin 1970.

## Distribution
- Peter Alexander : Peter Bach, professeur
- Heintje : Jan, neveu de Peter Bach
- Hansi Kraus (de) : Pepe Nietnagel
- Theo Lingen : Taft, le directeur des études
- Gerlinde Locker : Julia Schumann
- Ruth Stephan : Mme Knorz
- Rudolf Schündler : le mari de Mme Knorz
- Werner Finck : le directeur ministériel von Schnorr
- Alexander Golling (de) : Blaumeier
- Hans Terofal : Bloch
- Harald Juhnke (de) : le conseiller ministériel
- Wolfgang Gruner (de) : Kurt Nietnagel
- Carola Höhn : Mme Nietnagel
- Kristina Nel : Yvonne, étudiante
- Lilo Schick : une étudiante
- Darko Popovchak : un étudiant
- Daniela Delis : une étudiante
- Jutta Speidel (de) : une étudiante
- Pierre Franckh : un étudiant
- Simone Brahmann (de) : une étudiante
- Claudia Höll : une étudiante
- Josef Coesfeld (de) : un homme dans un bar à vin
- Josef Moosholzer (de) : un homme dans le public au théâtre
- Karl-Heinz Peters (de) : le bourgmestre
- Hasso Preiss : un homme dans un café
- Willy Schultes (de) : le Dienstmann (de)

## Production
Après que les trois premiers films Lümmel sont extrêmement rentables, le distributeur de films Constantin prévoit une suite pour 1969, qui sortirait en salles peu avant Noël. Comme la deuxième partie, Ces diables de collégiens (de), le film est conçu comme un film de Peter Alexander destiné à un large public familial. L'enfant star Heintje revient dans ce film aux côtés d'Alexandre, cette fois dans un rôle principal.
Comme les deux premiers volets, il est réalisé par Werner Jacobs, désormais spécialisé dans les films familiaux. Son film précédent, L'Orphelin à la voix d'or, montrait Heintje dans son premier rôle principal.
Le tournage se déroule du 19 août au 2 octobre 1969. Des scènes extérieures sont prises, entre autres, à Baden-Baden et au Maximiliansgymnasium de Munich, qui est présenté pour la deuxième fois sous le nom de Mommsen-Gymnasium. Les scènes de vol sont réalisées à Kirchheim unter Teck avec le soutien du club d'aviation local de l'aérodrome de vol à voile de Hahnweide et à l'aide d'un planeur de type LET L-13 Blaník. Certains plans intérieurs sont tournés dans les studios Bavaria Film à Geiselgasteig.
La production connaît un grand succès, environ quatre millions de spectateurs au total, si bien qu'une suite de la série Lümmel est prévue pour l'année suivante. Hourra, l'école est en feu ! sera cependant le troisième et dernier film de la série Lümmelà faire plus de trois millions de spectateurs et à recevoir pour cela le Goldene Leinwand.

## Bande originale
Le compositeur du film était à nouveau Rolf Wilhelm, qui, à l'exception de la deuxième partie, est responsable de la musique de la série de films. Une partie importante de la musique du film Hourra, l'école est en feu ! est néanmoins les chansons de schlager des deux acteurs principaux Peter Alexander et Heintje. Beaucoup de ces titres, provenant de divers compositeurs et paroliers, figurent à l'époque sur les disques du label Ariola. Les chansons sont les suivantes :
- Hurra, die Schule brennt (Peter Alexander)
- Wir zwei versteh’n uns gut (Peter Alexander et Heintje)
- Geh Deinen Weg (Heintje)
- Wie Böhmen noch bei Öst’reich war (Peter Alexander)
- Klein sein, das ist schön (Heintje)
- Wilhelm Tell-Song (Peter Alexander)
- Immer wieder (Peter Alexander et Heintje)
- Liebesträume (Peter Alexander)
- Lasst den Tell doch frei (Peter Alexander)
- Bonanza (Peter Alexander)

## Source de traduction
- (de) Cet article est partiellement ou en totalité issu de l’article de Wikipédia en allemand intitulé « Hurra, die Schule brennt! » (voir la liste des auteurs).

1. 1 2  « Hourra l'école est en feu ! », sur Encyclociné (consulté le 15 août 2024)
2. ↑  (de) Daniela Leberer, « Die Lümmel von der ersten Bank: Kostümführung im Schulmuseum », sur wochenblatt-news.de, 2022 (consulté le 16 août 2024)
3. ↑  (de) Melanie Staudinger, « Schweine, Schampus, Schickeria », sur Süddeutsche Zeitung, 2012 (consulté le 16 août 2024)
4. ↑  (en) « Hurra, die Schule brennt », sur The Internet Movie Plane Database (consulté le 16 août 2024)
5. ↑  (de) Christian Rüdiger, Gaudeamus igitur, 2018 (lire en ligne)
6. ↑  (de) « Die Lümmel von der ersten Bank 4: Hurra, die Schule brennt », sur Seitz Film (consulté le 16 août 2024)